# Marsala (wijn)

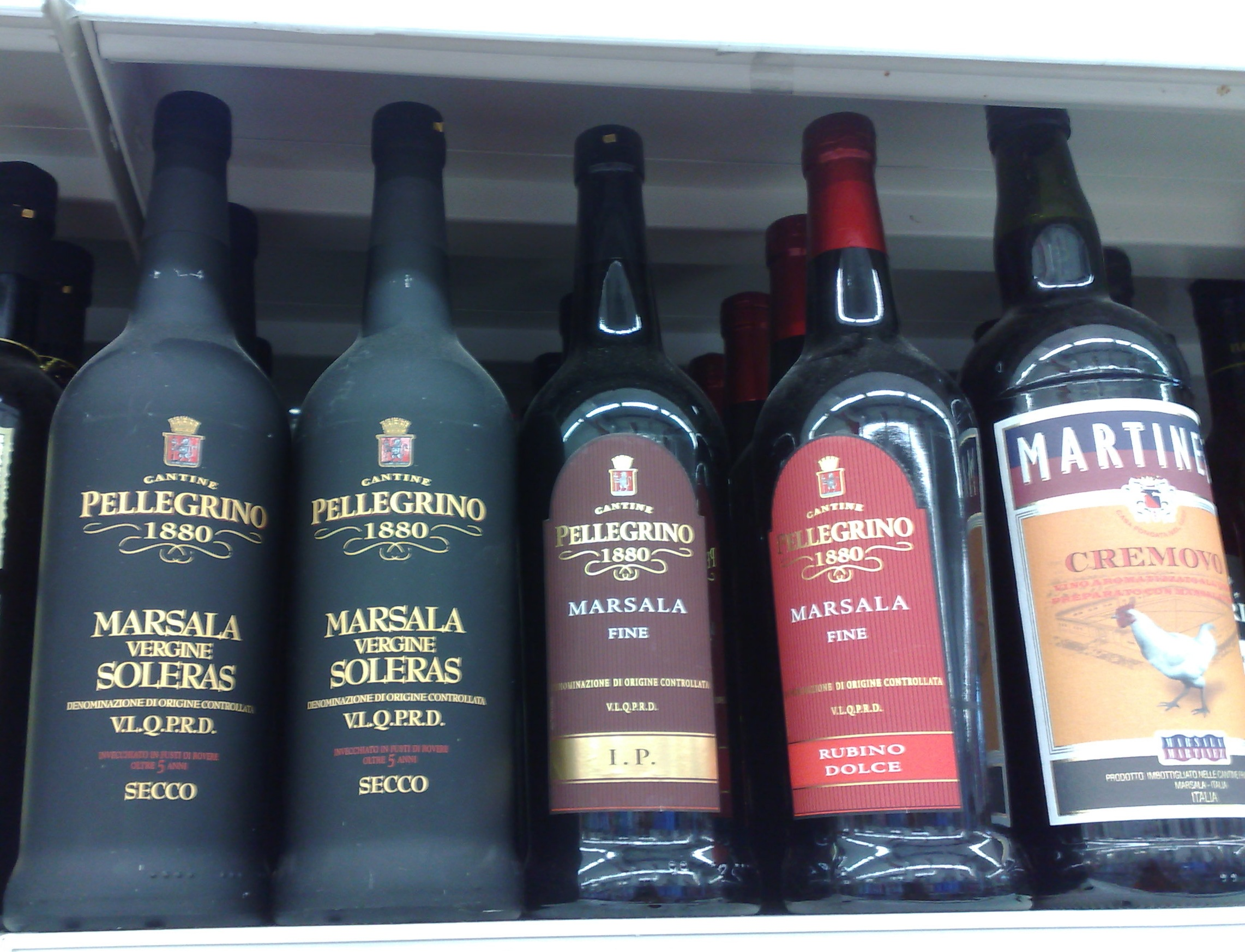
Flessen marsala

Marsala is een Italiaanse versterkte wijn die gemaakt wordt in de omgeving van Marsala op het westelijk deel van Sicilië. In 1773 is deze wijn “ontdekt” door de Engelse handelsreiziger John Woodhouse.
De wijn wordt gemaakt van witte en/of blauwe druiven. Belangrijkste druivenrassen zijn: 'Grillo', 'Catarrato', 'Inzolia', 'Damaschino', 'Pignatello' en 'Nero d'Avola'. Marsala kent drie groepen van kleurtinten: oro (goudgeel), ambra (bruin/amber) en rubino (robijnrood). De smaken gaan van secco (droog), semisecco (halfdroog) tot dolce (zoet).
Wanneer de wijn van een bepaald jaargang klaar is wordt deze opgenomen in een solera-systeem zoals men ook bij sherry kent. Marsala heeft daarom ook nooit een jaartal omdat het een menging is van meerdere, soms vele, jaren. Hierdoor is een bepaald type of merk ook zeer constant van smaak en kwaliteit.
Afhankelijk van het gebruikte solera-systeem zijn er wel verschillende leeftijdscategorieën. Van jong tot oud zijn dit: fine, superiore, superiore riserva, vergine en stravecchio.
De rijping varieert dan van 1 tot 5 en soms zelfs meer dan 20 jaar. Met name de drogere, wat langer gerijpte varianten kunnen een behoorlijke kwaliteit halen. Marsala is een DOC geklasseerde wijn, en laat zich zeer goed combineren met kazen, bijvoorbeeld een lang gerijpte marsala met een sterke kaas als parmezaan of een goudkleurige halfdroge marsala met zachte gorgonzola.
Een goede marsala kan op kamertemperatuur gedronken worden, eenvoudige soorten licht gekoeld. Marsala is een ingrediënt van het klassieke Italiaanse dessert tiramisu.
Eenvoudige (goedkopere) marsala’s worden ook weleens met een bijgevoegd smaakje op de markt gebracht. Op het etiket wordt dan vermeld,
- Uovo – Met ei. Deze marsala is het meest neutraal en vindt vaak zijn weg naar de keuken, met name in sauzen en de zabaglione
- Caffè – Met koffie
- Mandorla – Met amandel
- Fragola – Met aardbei
- Mandarino – Met mandarijn